# الكسندر أوسوريو
الكسندر أوسوريو (بالنرويجية: Alexander Os)‏ (و. 1980  م) هو متسابق بياثل نرويجي، شارك في الألعاب الأولمبية الشتوية 2010.

## روابط خارجية
- الكسندر أوسوريو على موقع IBU (الإنجليزية)
- الكسندر أوسوريو على موقع أوليمبيديا (الإنجليزية)